# تأثیر زبان فارسی بر زبان ازبکی
زبان ازبکی (به ازبکی: O'zbek tili / Ўзбек тили / اوزبیک تیلی) یکی از زبان‌های ترک‌تبار است. ازبکی زبان رسمی کشور ازبکستان است و حدود ۳۲ میلیون نفر گویشور دارد. زبان‌های فارسی، عربی و روسی تأثیرات خارجی محسوسی بر زبان ازبکی داشته‌اند. بسیاری از واژگان زبان عربی از طریق زبان فارسی وارد زبان ازبکی شده‌اند. واژگان، جمله سازی و تلفظ زبان ازبکی از راه ریشه‌های تاریخی تحت تأثیر زبان فارسی و لهجه‌های آن یعنی تاجیکی و دری قرار گرفته‌است.
هزاران واژه فارسی در ادبیات اقوام ترک‌زبان آسیای مرکزی، از جمله ازبکان یافته می‌شود. برای نمونه بیت لیلی سر زلف شانه می‌کرد/ مجنون دُر اشک دانه می‌کرد به صورت لَیلی سر زلف شانه ای‌دور/ مجنون در اشک دانه ای‌دور در زبان ازبکی ترجمه شده‌است. در کتابخانه ابوریحان بیرونی در ازبکستان ۴۳ هزار نسخه خطی نگهداری می‌شود که ۳۹ هزار تای آن‌ها به زبان فارسی است.
کتاب‌های باقی مانده شاعران و اندیشمندان اسلامی به زبان‌های فارسی و ازبکی و کتیبه‌های فارسی سردر ساختمان‌های تاریخی و باستانی شهرهای تاشکند، سمرقند، بخارا و خیوه در ازبکستان، نشان دهنده جایگاه زبان فارسی در فرهنگ و تاریخ گذشته این کشور است. «شیرعلی عوض متف» نویسنده کتاب واژه‌های فارسی در زبان ازبکی بیش از چهار هزار واژه فارسی در زبان ازبکی را گردآوری کرده‌است که با وجود تفاوت در گویش برخی از این واژه‌ها در زبان ازبکی نسبت به زبان فارسی، بسیاری از آن‌ها همانند کلمات فارسی به کار می‌رود. بیش تر کتاب‌های قدیمی و تاریخی ازبکستان نیز به زبان فارسی یا به زبان ازبکی با استفاده از الفبای فارسی نگاشته شده که در کتاب‌خانه‌ها و موزه‌های این کشور به نمایش گذاشته شده‌است. همچنین در دوران استقلال ازبکستان بیش از ۱۰۰ اثر معروف ادبیات فارسی به زبان ازبکی ترجمه شده‌است.